# بوئین میاندشت
بویین میاندشت مرکز شهرستان بویین میاندشت در استان اصفهان ایران است. 
این شهر متشکل از محله‌های بوئین، میاندشت و ششجوان می باشد.

## سکونت
گرجی‌های فریدن پس از بنای روستای جدید (افوس) و سکونت در آن، به دو شعبهٔ شمالی و جنوبی نیز تقسیم شدند. شعبهٔ شمالی به سوی دشت و شعبهٔ جنوبی به سوی کوهستان رفتند. دستهٔ اول (میاندشت) محل سکونت خود را تُرِلی (თორელი) و دستهٔ دوم (فریدون‌شهر) به یاد محل چیرگی بر سپاه ایران در گرجستان، مارْتْقُپی (მარტყოფი) نامیدند. بعدها این نام از حالت عمومیت خارج شد و لفظ سُپِلی به معنای آبادی جایگزین آن شد که هم‌اکنون تمام گرجی‌های ایران این شهر را بدین نام می‌خوانند.

## پیشینه
هستهٔ اولیه شهر از دو مکان جغرافیایی بوئین میاندشت تشکیل شده‌است، که بنیادگذاران هر دو، از گرجی‌های زمان شاه عباس اول هستند که توسط خود او از گرجستان به ایران تبعید شدند و به دستور او عده‌ای از جنگاوران آن‌ها جهت حفظ منطقهٔ فریدن و همچنین پایتخت (اصفهان) از حملات بیگانگان در فریدن ساکن شدند.
این دو مکان (بوئین میاندشت) در گذشته‌ای نه چندان دور با فاصله، و در دو سوی رودخانه قرار داشتند. احداث شاهراه اصفهان – لرستان (در سال‌های قبل از ۱۳۵۰) و عبور آن از این دو روستا، رشد و توسعهٔ این دو را فراهم نمود. ایجاد تأسیسات خدماتی، بازرگانی، ساختمان‌ها و اماکن، فاصلهٔ این دو مرکز را از میان برداشته و به هم پیوستن این دو مکان، هستهٔ اولیهٔ شهر بوئین میاندشت را ایجاد نمود. در سال ۱۳۷۷ یک محله دیگر به نام «ششجوان» به آن افزوده شد که همان روستای ششجوان پیشین می‌باشد که در غرب بوئین میاندشت قرار داشت.
این شهرستان خود جزئی از سرزمین تاریخی فریدن است و تا حدود نود سال پیش بخشی از سرزمین بختیاری بود. که در زمان پهلوی در تقسیمات کشوری جدید به همراه چهارمحال و بختیاری به عنوان شهرستان فریدن-شهرکرد به استان اصفهان افزوده شد.

## نامگذاری
بوئین را صاحب نظران به معنای «انبار» دانسته‌اند. مؤلف سیمای شهر اراک به نقل از استاد دهگان گوید: نام اولیه شهر آستانه، بوئین کرج بوده که به آن بوئین کره نیز می‌گفتند، بوئین به معنای انبار و کره به معنای محصول می‌باشد.
میاندشت که به سبب واقع شدن در میان دشت نسبتاً وسیعی به این نام موسوم گشته‌است در میان گرجی‌ها به نام تُرِلی (toreli) موسوم است. تورلی تغییر یافته واژهٔ توللی است که در زبان گرجی به معنای «اهل تولی» می‌باشد و تولی تا حدود سیصد سال پیش نام منطقه‌ای در استان کاختی گرجستان بوده‌است. به نظر می‌رسد گرجی زبانان پس از نقل مکان به این منطقه، نام زادگاهشان را بر آن نهاده‌اند.

## جغرافیا
از جمله علل وجودی این مکان جغرافیایی می‌توان بهره‌برداری از آب رودخانه و چشمه‌های متعدد اطراف و نیز زمین‌های حاصلخیز اطراف رودخانه را نام برد. وجود ۱۲ رشته قنات و ۱۵ دهانه چشمه نقش منابع آب را در ایجاد و توسعهٔ این مکان به خوبی روشن می‌سازد. از سویی دیگر این مکان از دیرباز مرکزیتی بوده‌است برای داد و ستد کالا و نیز ارتباط بین روستاها و نیز تأمین مایحتاج اولیهٔ عشایر چهارلنگ در ییلاق را تا حدودی عهده‌دار بوده‌است.

## مردم
به‌طور کلی ۵ قوم در بوئین میاندشت زندگی می‌کنند و به همین علت المانی متشکل از ۵ پایه در میدان ورودی شمالی شهر قرار دارد که نمادی از ۵ قوم: گرجی، ارمنی، فارس، لر و تُرک می‌باشد.
از نظر زبان‌های گفتاری، همهٔ ساکنین فارسی را در حد تسلط بلدند. عدهٔ کمی از مردم محلهٔ بوئین و اکثر مردم محلهٔ میاندشت که علاوه بر زبان فارسی به گرجی نیز تسلط کامل دارند.
تمامی مردم این شهر مسلمان و از مذهب شیعه هستند.

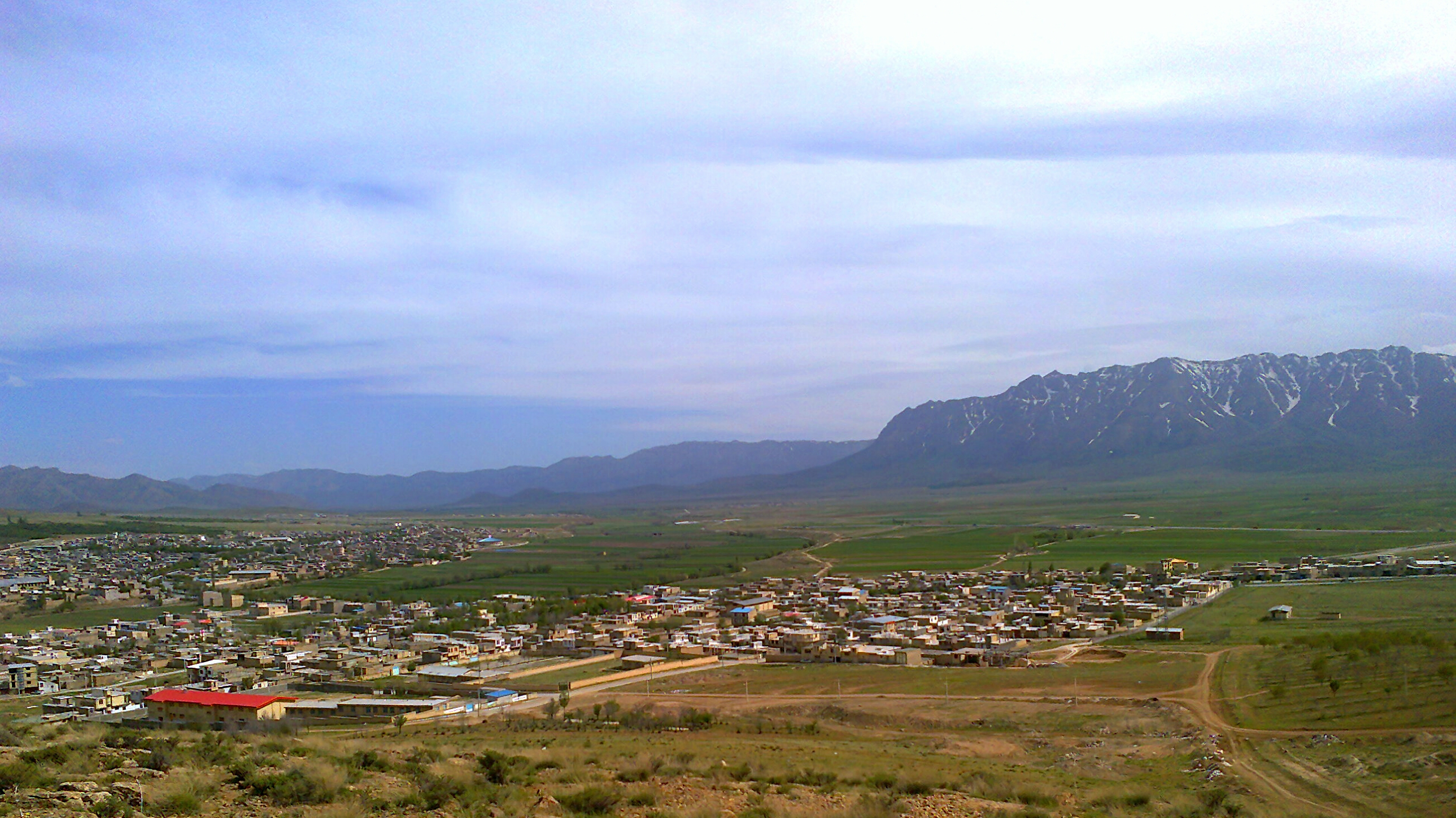
نمایی از بوئین میاندشت

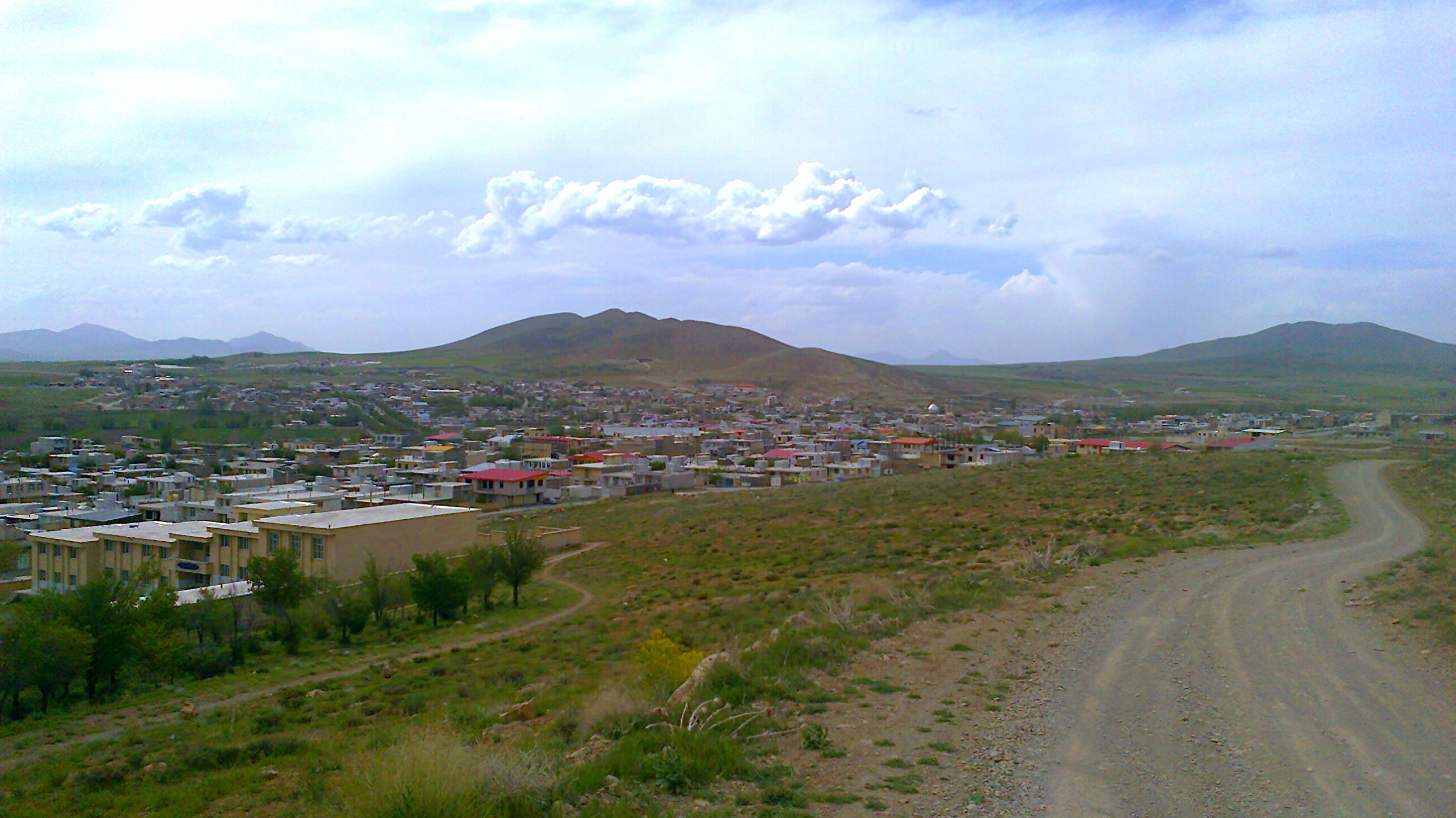
نمایی از بوئین میاندشت